# Hans Christiaens
Hans Christiaens (Zele, 12 januari 1964) is een voormalig Belgisch voetballer die speelde als aanvaller. Hij voetbalde in de Eerste klasse bij KSK Beveren, KSV Waregem en Club Brugge.
Christiaens doorliep alle jeugdreeksen van Eendracht Zele, de club van zijn geboortestad. In 1982 werd hij aangeworven door KSK Beveren, een club die op dat moment een leidende rol in Eerste klasse speelde. Hij blijft vier jaar bij de Waaslandse club, en vertrok in 1986 voor 3 jaar naar KSV Waregem. Zijn goede prestaties bij die club leveren hem twee caps voor de Belgische nationale ploeg op in 1988.
In 1989 tekent Christiaens voor Club Brugge, een van de drie grote clubs in de Belgische Eerste klasse. In zijn eerste seizoen was hij een vaste waarde en won hij het kampioenschap van België. Het seizoen dat daar op volgde speelt hij weinig en in juli 1991 tekent hij bij het Deense Brøndby IF. Een paar maanden na zijn aankomst, won de club de Deense landstitel. Hij speelde in Denemarken tot de zomer van 1993, waarna hij terugkeert bij Waregem.
Hans Christiaens speelde bij Waregem slechts één seizoen, en besloot toen om te stoppen als professioneel voetballer door een contract te tekenen bij KSK Ronse, dat in de Belgische bevordering (4e klasse) speelde. Na vier seizoenen tekent hij bij SV Wevelgem City om daar in 1999 zijn actieve carrière als voetballer te beëindigen.
In 2008 werd hij benoemd tot hoofdcoach van SK Nevele, een jaar later tekent hij als hoofdcoach bij Eendracht Aalter, een functie die hij bezit in 2011. Eind 2012 werd hij trainer van VV Sparta Ursel. Hij won met hen de titel in de Tweede Provinciale.

## Erelijst

### Club
KSK Beveren
- Eerste klasse (1): 1983–84
- Beker van België (1): 1983

Club Brugge
- Eerste klasse (1): 1989–90

Brøndby IF
- Superligaen (1): 1991